# Anne Henning
Anne Henning (n. 6 septembrie 1955, Raleigh, Carolina de Nord, SUA) este o sportivă ce a reprezentat Statele Unite ale Americii, medaliată olimpică. A participat la o ediție a Jocurilor Olimpice (1972) în care a câștigat o medalie de aur și o medalie de bronz.